# Лянник Тетяна Вікторівна
Тетяна Вікторівна Лянник (рос. Татьяна Викторовна Лянник; народ. 24 листопада 1980, СРСР) — російська акторка театру та кіно. Акторка театру Націй. 2004 року закінчила Російську академія театрального мистецтва, курс Андрєєва В. О.

## Творчість

### Фільмографія
1. 2006 — Лікарська таємниця
2. 2008 — Будинок шкереберть — Ліля
3. 2008 — Глухар — Дівчина в ДАІ
4. 2009 — Час Волкова (3 сезон) — Танцівниця
5. 2010 — Інтерни — Оля, жінка інтерна Лобанова
6. 2010 — Глухар в кіно